# Catedral de São Luís, Forte da França
Catedral de São Luís (em francês:  Cathédrale Saint-Louis de Fort-de-France) é uma catedral católica localizada na Martinica, um departamento ultramarino da França. Foi construída no final do século XIX, no estilo românico, e serve como a catedral da Arquidiocese Católica Romana de Forte da França. A igreja está situada no centro da capital Forte da França, no cruzamento da rue Victor Schoelcher e rue Blénac.
A construção da catedral começou em meados do século XVII e foi inaugurada em 1657. Devido aos desastres naturais que assolaram Forte da França ao longo dos anos, a estrutura atual remonta a 1895 e foi construída com uma estrutura de ferro para suportar essas calamidades. É a sétima igreja a ser erguida no local; foi construído por Pierre-Henri Picq.

## História
Antes da atual catedral ser concluída em 1895, um total de seis igrejas haviam sido construídas anteriormente no local, a primeira das quais foi construída em 1657. Todos foram destruídos por incêndios, terremotos ou furacões. A perda de edifícios significativos não era incomum em Forte da França, já que desastres naturais devastadores freqüentemente assolavam a região. A catedral que precedeu imediatamente a atual foi destruída por um incêndio em julho de 1890, um desastre que também destruiu três quartos da cidade. Pierre-Henri Picq foi contratado para ser o arquiteto.
Em meados da década de 1970, a catedral passou por um extenso programa de restauração e reforma. Parte disso implicava repintar o exterior em uma cor marrom e marrom. A renovação foi concluída em 1978. A catedral é um dos marcos mais famosos da capital e foi rotulada como "a peça central religiosa" da Martinica.

## Arquitetura

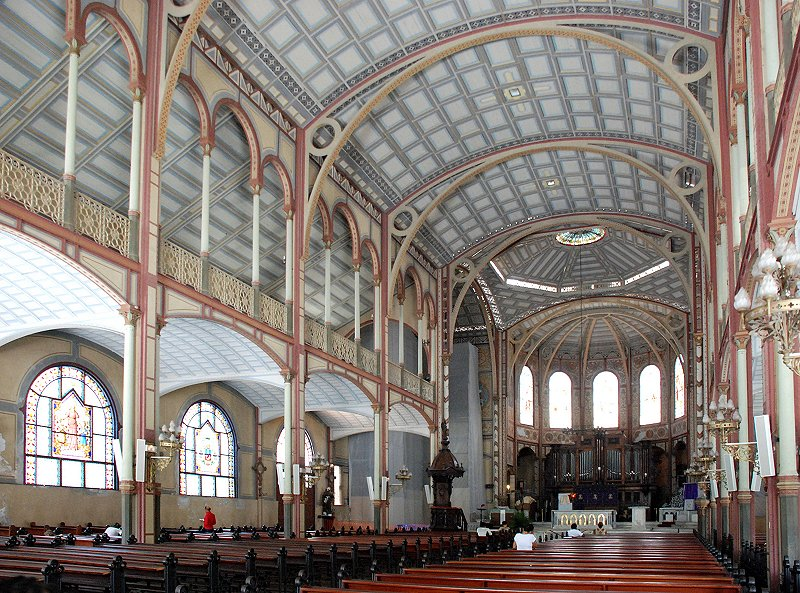
O interior da Catedral de São Luís, voltado para o altar e o santuário.

### Exterior
A Catedral de São Luís foi construída em estilo renascentista gótico com arcos arredondados no estilo neo-românico. A fachada da catedral apresenta uma torre que se eleva a 187 pés (57 m) acima da cidade, enquanto suas paredes exteriores são apoiadas por contrafortes voadores. Localizado em frente à catedral, há uma pequena praça que contém duas palmeiras reais que parecem flanquear a estrutura.  O edifício está localizado do outro lado da praça do consulado dos Estados Unidos  e fica a um quarteirão a noroeste do parque La Savane.
Toda a estrutura possui uma estrutura de vigas de ferro que sustentam as paredes, o teto e a torre, tornando a igreja um excelente exemplo de arquitetura desde a Revolução Industrial. Como resultado, a catedral é referida no Caribe como a "Catedral de Ferro" e foi comparada a uma "estação ferroviária católica".

### Interior
O interior da igreja é conhecido por seu "grande órgão ", paredes ornamentadas, belos vitrais e balaustrada de ferro. Localizada embaixo do coro, há uma cripta contendo os túmulos de vários governadores anteriores da Martinica.